# Biel-Magglingen-Bahn
| Fahrplanfeld: | 2022 (früher: 1022) |                                |             |
| Streckenlänge: | 1,693 km            |                                |             |
| Spurweite: | 1000 mm (Meterspur) |                                |             |
| |                     |                                |             |
| \| \| \| Biel/Bienne Magglingenb.(Funi) \| 435 m ü. M. \| \| \| \| Biel/Bienne Hohfluh \| 588 m ü. M. \| \| \| \| Koordinaten: 47° 8′ 15,8″ N, 7° 13′ 30″ O; CH1903: 583794 / 220772 Ausweichstelle \| \| \| \| \| \| \| \| \| \| Magglingen/Macolin \| 837 m ü. M. \| |                     |                                |             |
| Kopfbahnhof Streckenanfang |                     | Biel/Bienne Magglingenb.(Funi) | 435 m ü. M. |
| Haltepunkt / Haltestelle |                     | Biel/Bienne Hohfluh            | 588 m ü. M. |
| |                     | Ausweichstelle                 |             |
| Strecke |                     |                                |             |
| Kopfbahnhof Streckenende |                     | Magglingen/Macolin             | 837 m ü. M. |

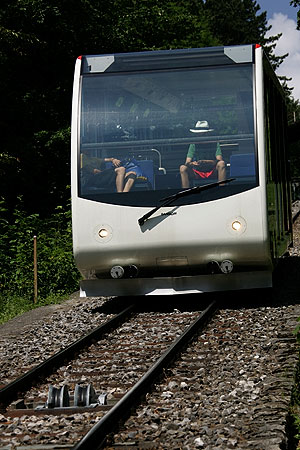
Biel-Magglingen-Bahn (2005)

Logo von FUNIC

Die 1887 eingeweihte Biel-Magglingen-Bahn (auch Magglingenbahn) ist eine Standseilbahn in der Schweiz und verbindet Biel/Bienne mit Magglingen. Die Höhendifferenz der Bahnanlage beträgt 442 m, die Strecke ist 1693 m lang.

## Geschichte

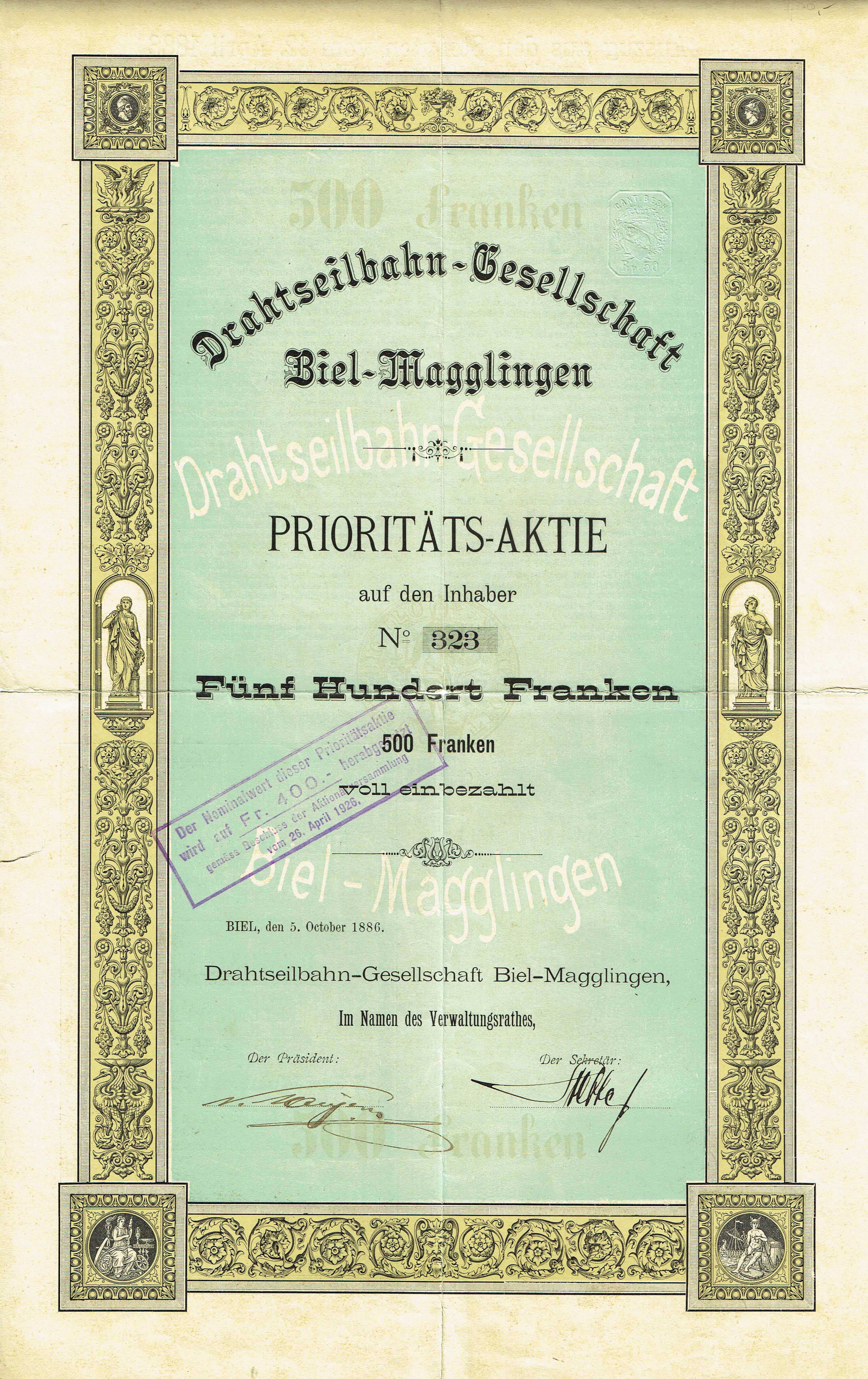
Aktie über 500 Franken der Drahtseilbahn-Gesellschaft Biel-Magglingen vom 5. Oktober 1886

### Bau

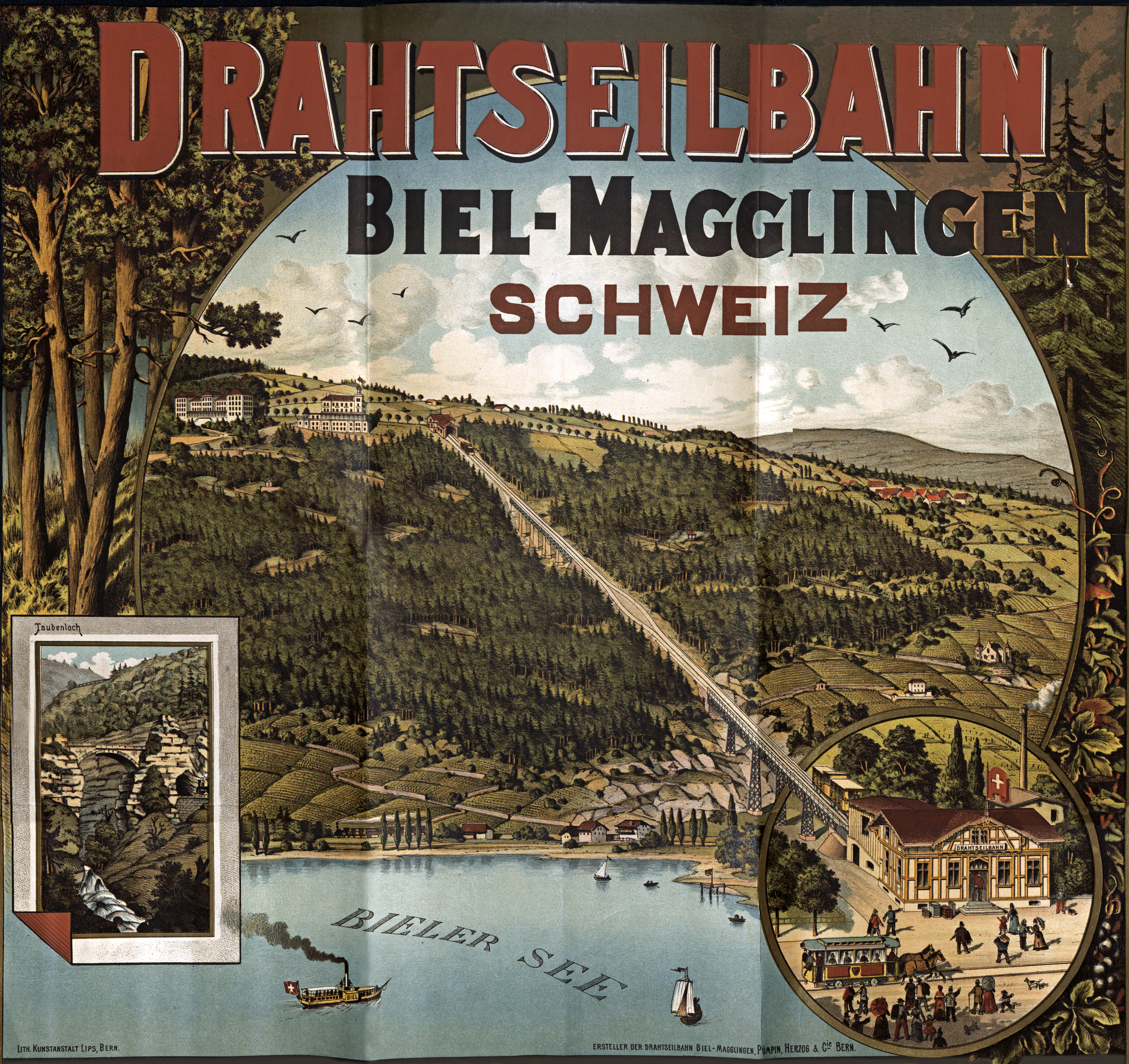
Plakat der Drahtseilbahn Biel-Magglingen, um 1890

Die Bahn wurde 1887 durch Pümpin, Herzog & Cie, Bern gebaut und bis 1923 als Wasserballastbahn betrieben. 1923 wurden die Wagen durch von Roll erneuert und der Wasserballast pro Wagen von 3,5 t auf 4,5 t erhöht. 1954 wurde die Anlage ebenfalls durch von Roll auf elektrischen Betrieb umgebaut, wobei die Bremszahnstange System Riggenbach entfernt wurde und die Wagen abermals erneuert wurden. 2001 wurde die Anlage durch Doppelmayr auf den neusten Stand gebracht.

#### Elektrifizierung 1923
Die Umstellung auf elektrischen Betrieb erforderten umfassende Anpassungen der Infrastruktur im Bereich Hochbau, mechanische Einrichtungen, Telefonsignal und Rollmaterial.

#### Renovation von 2001
2001 wurde die Infrastruktur umfassend erneuert. Neben den neuen Kabinen wurden Motor und Steuerung erneuert und neue Sicherheitstechnik eingebaut. Mit dem neuen Antrieb konnte auch die Fahrzeit auf unter 10 Minuten verkürzt werden. Die Tal- und Bergstationen wurden für ein behindertengerechtes und komfortables Ein- und Aussteigen gestaltet.

#### Renovation von 2019
2019 wurde das Gleisbett mit den Schienen aus dem 19. Jahrhundert ersetzt. Seile und Rollen wurden ausgetauscht und das Antriebs- und Steuerungssystem wurde revidiert. Die Kabinen von 2001 wurden zudem renoviert. Die Gesamtinvestition für die fünfmonatige Bautätigkeit betrug rund 9 Millionen Schweizer Franken.

### Betrieb
Im Jahr 2000 wurden 610000 Passagiere befördert. Das Jahr zuvor wurden 3,5 % mehr Fahrgäste befördert. Offenbar variieren die Nutzungszahlen je nach Wetter. Am meisten Personen werden befördert, wenn im Winter Nebel im Mittelland liegt und oben die Sonne scheint.
Die Bahn ist im Frühling 2023 nicht in Betrieb.

## Technische Daten
Die Strecke war zu Anfang als dreischienige Anlage mit Mittelausweiche aufgebaut. Zusätzlich war zum Bremsen eine Riggenbach-Zahnstange eingebaut. Beim Umbau 1954 wurde die Anlage zu einer zweischienigen Anlage mit Mittelausweiche ohne Zahnstange umgebaut. Unmittelbar nach der Talstation folgt eine 90 Meter lange Brücke.
Im Jahr 2000 hat die Bahn mit der Biel-Leubringen-Bahn zur FUNIC fusioniert. 2014 wurde sie durch die Verkehrsbetriebe Biel übernommen.

Historische Darstellung
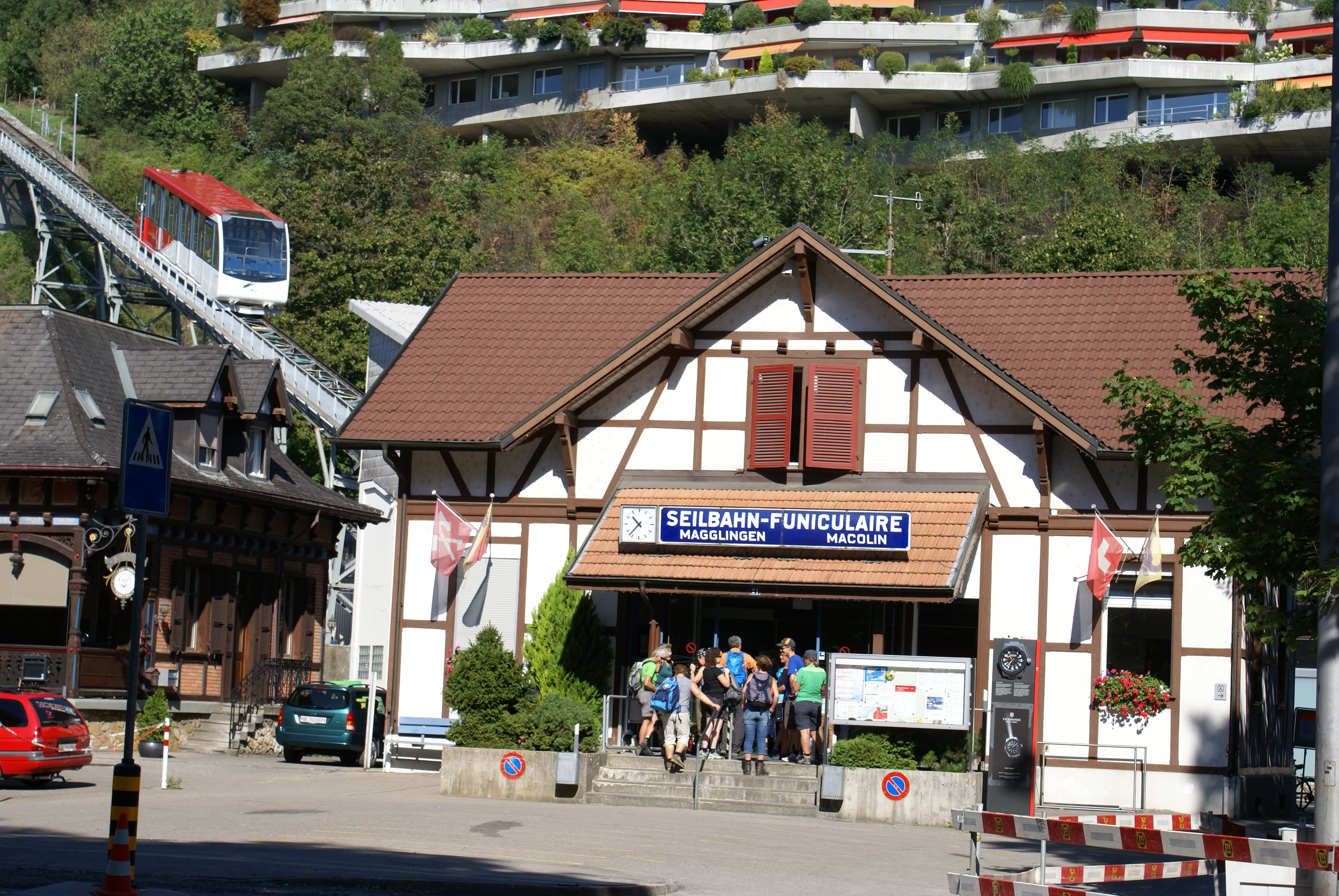
Talstation (2015)
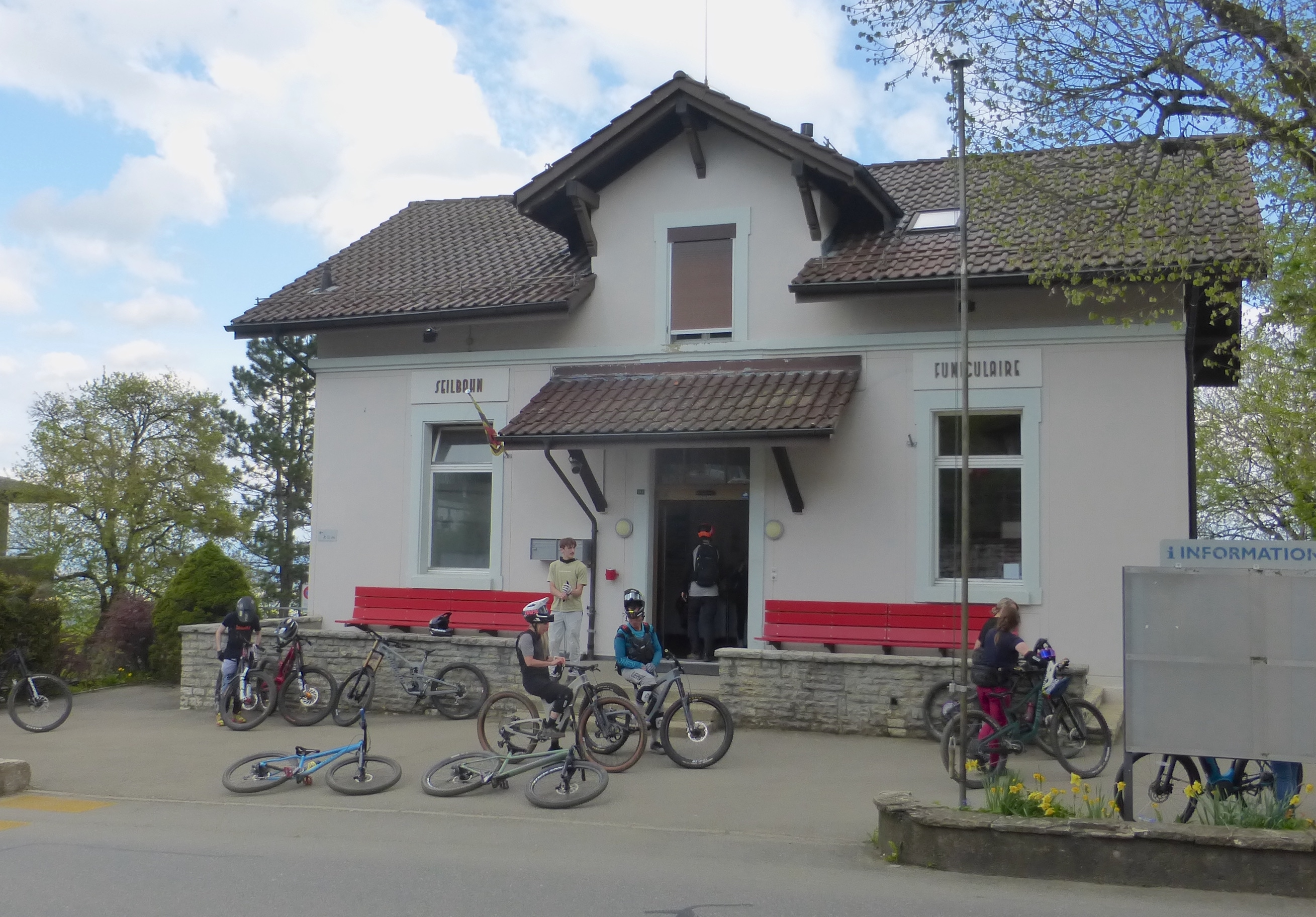
Bergstation (2025)
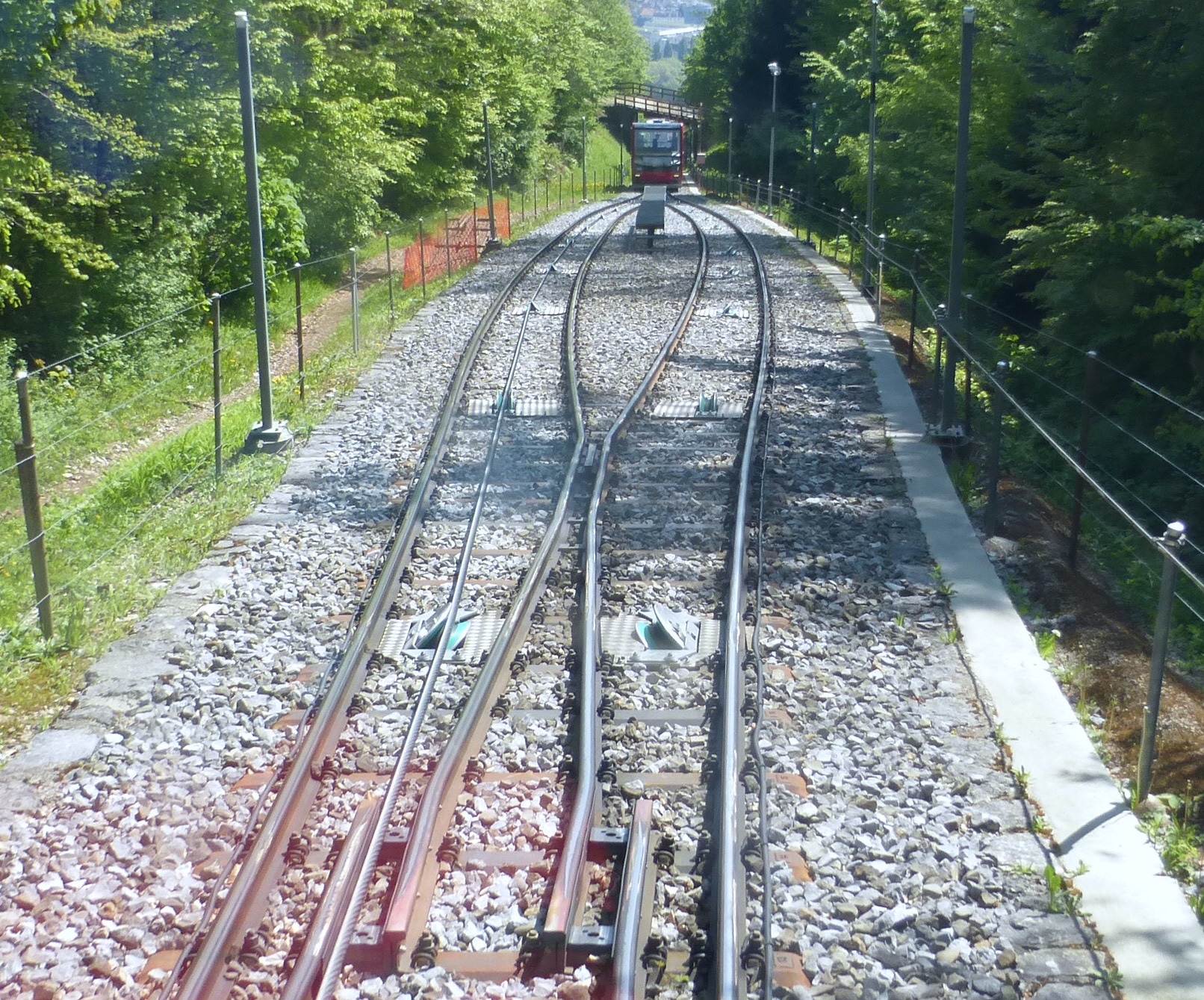
Ausweichstelle (2025)